# Brouwerij Cobbaut (Moorsel)
Brouwerij "Cobbaut" is een voormalige hoevebrouwerij in het Oost-Vlaamse Moorsel in België. De brouwerij was gelegen in de toenmalige Ploegstraat.

## Vrijheerlijkheid
De wijk Steven, ook wel "Moorsel Kapittel" of "Gevergem" genoemd maakte samen met "Wieze Kapittel" in het Ancien Regime deel uit van een Vrijheerlijkheid. Inwoners waren vrijgesteld van bijvoorbeeld belastingen, krijgsdienst en dienstbaarheden. Door deze belastingvrijstelling werd er in Moorsel dan ook veel meer gebrouwd en gestookt op 't Steven dan in het dorpscentrum van Moorsel, gedurende de 18e eeuw.

## Hoeve-brouwerij
Familie Cobbaut vestigde zich vanuit Aalst eind 19e eeuw in hoeve de Ploeg. Het bier dat ze aldaar brouwden kreeg dan ook de naam "De Ploeg". Geruchten beweren dat Callebaut uit Wieze hier de brouwersstiel leerde, en daarom de naam en het embleem van het bier mee nam naar Wieze.
In 1914 werd het koper van de brouwersketels aangeslagen. Het bedrijf startte na de Eerste Wereldoorlog niet meer op, en schakelde over op bloementeelt.